# Mylabris pannonica
Mylabris pannonica là một loài bọ cánh cứng trong họ Meloidae. Loài này được Kaszab miêu tả khoa học năm 1956.

## Hình ảnh

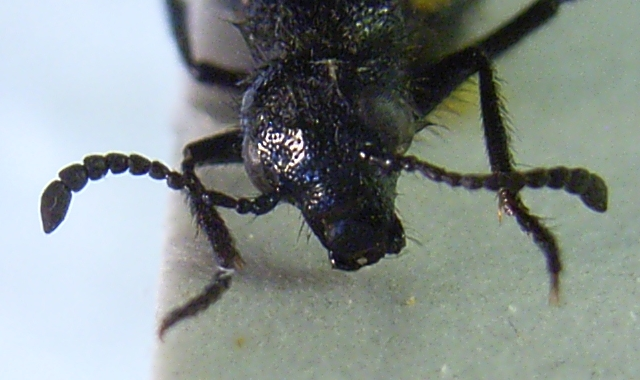
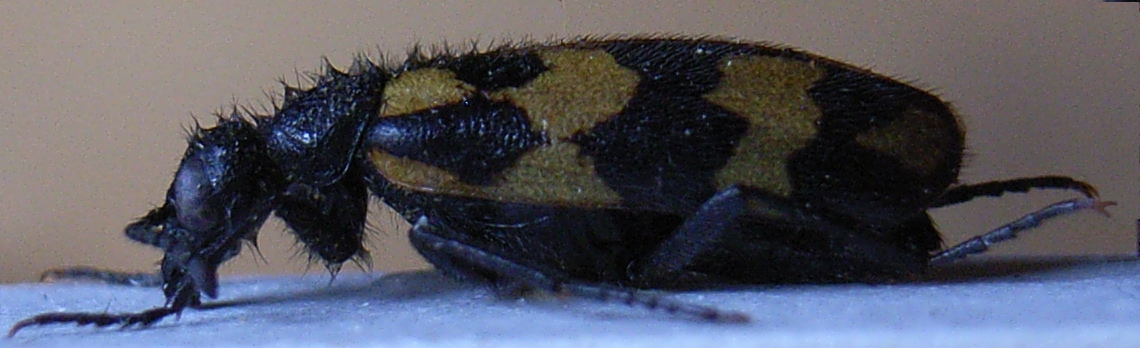